# Doppelgänger
Een doppelgänger is een wezen in fictie (zoals literatuur en films), folklore en popcultuur die een vrijwel exacte kopie vormt van een andere persoon. Doorgaans (maar niet altijd) betreft deze persoonlijkheid niettemin een (bovennatuurlijke) kwaadaardige tegenhanger, symboliseert hij het kwade of is het zien van een doppelgänger een voorteken daarvan. Het begrip is afkomstig uit het Duits en moet niet verward worden met het in het Duits gebruikte woord voor een dubbelganger.
Voorbeelden van directe verwijzingen naar het begrip zijn de film Doppelgänger uit 1969 en de Doppelganger, een in 1992 in de zesdelige miniserie Infinity War (Marvel Comics) geïntroduceerd personage dat een verwrongen versie van Spider-Man vormt. Bij het gebruik van het woord doppelgänger in het Engels wordt de umlaut boven de a regelmatig weggelaten. In de animatie Black God wordt er doorgedacht over het onderwerp doppelgänger, waarbij dit een systeem van de goden is om de menselijke soort te onderdrukken.

## Oorsprong
De term doppelgänger werd bedacht door de Duitse schrijver Jean Paul, die het voor het eerst gebruikte in zijn boek Siebenkäs uit 1796. Het hoofdpersonage in dat verhaal heeft een vriend die eigenlijk zijn doppelgänger is. Andere voorbeelden van verhalen waarin een doppelgänger voorkomt, zijn Poltergeist II (film), Twin Peaks (televisieserie), The Vampire Diaries (boekenreeks), Prometheus Unbound (gedicht van Percy Bysshe Shelley) en Dichtung und Wahrheit (de autobiografie van Johann Wolfgang von Goethe). Het bekendste voorbeeld van dit motief in de Nederlandse literatuur wordt gevormd door de figuren Osewoudt en Dorbeck in de roman De donkere kamer van Damokles van W.F. Hermans.   